# Mihajlo Petrović
Mihajlo Petrović (Dubrovnik, 14. stoljeće., hrvatski graditelj.
Mihajlo Petrović, dubrovački graditelj. Djelovao je tijekom druge polovine 14. stoljeća. Od 1376. godine upravljao je kao protomajstor gradnjom dubrovačke crkve sv. Vlaha.